# Qazaxlar (Bərdə)
Qazaxlar è un comune dell'Azerbaigian situato nel distretto di Bərdə. 